# Phostria sexguttata
Phostria sexguttata là một loài bướm đêm trong họ Crambidae.